# 1 Zaporoska Brygada Strzelców
1 Zaporoska Brygada Strzelców – oddział piechoty Armii Ukraińskiej Republiki Ludowej.

## Formowanie i zmiany organizacyjne
W wyniku rozmów atamana Symona Petlury z naczelnikiem państwa i zarazem naczelnym wodzem wojsk polskich Józefem Piłsudskim prowadzonych w grudniu 1919, ten ostatni wyraził zgodę na tworzenie ukraińskich jednostek wojskowych w Polsce.

Brygada została sformowana na mocy rozkazu dowódcy 1 Zaporoskiej Dywizji Strzelców nr 40 z 16 czerwca 1920, na bazie rozformowanego Zaporoskiego pułku piechoty. W lipcu w ramach brygady zorganizowano 4 Zaporoski Kureń Strzelców im. Tarasa Triasyły, który miał zastąpić Bohuno-Karmelucki Kureń Piechoty, który przeszedł do 2 Zaporoskiej Brygady Strzelców. Nowo sformowany kureń swoje działania rozpoczął jednak od rabunków na zachodnim brzegu Zbrucza. Wkrótce po tym incydencie kureń został rozwiązany, a w jego miejsce 7 września utworzono inny – 4 Zaporoski kureń strzelców im. płk. Iwana Bohuna, który używał pieczęci dawnego 4 Bohuńskiego pułku piechoty. Pod koniec października kureń ten skierowano do składu nowo powstałej 3 Zaporoskiej Brygady Strzelców.
Do końca września 1 Zaporoska BS posiadała w swoim składzie 1 baterię 1 Zaporoskiego kurenia artylerii. 

W październiku Armia URL przeprowadziła mobilizację. W jej wyniku liczebność jej oddziałów znacznie wzrosła. W związku z podpisaniem przez Polskę układu o zawieszeniu broni na froncie przeciwbolszewickim, od 18 października wojska ukraińskie zmuszone były prowadzić działania zbrojne samodzielnie.
21 listopada pod naporem wojsk sowieckich 1 Zaporoska Brygada Strzelców przeszła na zachodni brzeg Zbrucza, gdzie została internowana przez Wojsko Polskie. Jej żołnierzy skierowano do obozu internowania w Pikulicach. Rozkazem dowódcy 1 Zaporoskiej Dywizji Strzelców nr 252 z 6 października 1922 1 Zaporoska Brygada Strzelców została przekształcona w sotnię zbiorczą, a kurenie w czoty zbiorcze. Pododdziały zachowały swoje tradycyjne nazwy.

## Struktura organizacyjna
Organizacja brygady w listopadzie 1920
- dowództwo i sztab
- Kryłowska sotnia konna
- drużyna łączności
- półsotnia warty polowej
- oddział zaopatrzenia
- 1 Zaporoski kureń strzelców im. URL
- 2 Zaporoski kureń strzelców im. hetm. Iwana Mazepy
- 3 Zaporoski kureń strzelców im. płk. Seweryna Nalewajki
- szpital brygady

## Żołnierze oddziału
| Dowództwo jednostki      |                        |       |
| Stopień, imię i nazwisko | Okres pełnienia służby | Uwagi |
| Dowódcy brygady          |                        |       |
| płk Iwan Dubowyj         | 16 VI – 3 IX           |       |
| sot. Mykoła Hawryszko    | 3 IX – 4 X             |       |
| płk Iwan Dubowyj         | 4 X – koniec wojny     |       |
| Szef sztabu              |                        |       |
| sot. Josyp Rewiuk        |                        |       |